# Keslapur, Koppal
Keslapur là một làng thuộc tehsil Koppal, huyện Koppal, bang Karnataka, Ấn Độ.